# Santa María en Cameros
Santa María en Cameros es un despoblado del municipio de San Román de Cameros en La Rioja (España).

## Historia
En el siglo XIX, más concretamente en 1848, gracias al Diccionario geográfico-estadístico-histórico de España de Pascual Madoz, se sabe que la localidad pertenecía al partido judicial de Torrecilla de Cameros y tenía 124 habitantes, repartidos en 34 casas, que estaban distribuidas en dos barrios, el barrio de Arriba y el barrio de Abajo (el barrio de arriba, al estar más protegido de la pendiente de la loma, actualmente está mejor conservado).
En 1848 el pueblo contaba con ayuntamiento y una escuela de primeras letras a la que asistían 19 niños y 6 niñas. El correo venía desde Lumbreras de Cameros dos días a la semana por medio de balijero.
El municipio de Santa María de Cameros desapareció en 1972, al ser incorporado al término municipal de San Román de Cameros.

## Economía
La localidad, como todo Cameros, se ha dedicado históricamente al pastoreo trashumante, tenían ovejas churras y merinas, y algunas vacas para la labranza. Por la zona también se cazaban perdices y liebres, y los arroyos daban algún que otro pez pequeño.
Al pueblo no le llegó la era industrial salvo por unos cuantos telares de paños y bayetas de consumo propio, un torno de hilar para las fábricas de Soto en Cameros y un molino harinero.
Esta pobre economía casi de subsistencia fue la razón principal por la que sus habitantes emigraron masivamente durante las primeras décadas del siglo XX (entre 1880 y 1936 emigraron 48 personas a Chile y Argentina, entre ellas una mujer) y durante las décadas de los 60 y 70 del siglo XX, hasta que quedó despoblado.

## Demografía
| Gráfica de evolución demográfica de Santa María en Cameros entre 1842 y 1970 |
| |
| Población de derecho según los censos de población del INE Población de hecho según los censos de población del INEEntre el censo de 1981 y el anterior, este municipio desaparece porque se integra en el municipio 26132 (San Román de Cameros) |

La población se dedicó históricamente al pastoreo trashumante, pero con la desaparición de la trashumancia, se dio paso a la roturación de los terrenos del monte circundante para cultivar cereales, como la avena, el centeno y la cebada, para consumo de la ganadería y trigo para auto consumo, ya que cada casa contaba con su propio horno para pan. Pero cuando llegó la mecanización de la agricultura, no se pudo aplicar en este terreno tan abrupto, lo que sumado al abandono de la ganadería ovina por el descenso del valor de la lana merina y lo lejos que quedaba de la vía principal, ahora la LR-125, provocó el abandono casi total del pueblo hacia los años 60.
Sumado a esto, a principios de los años 70, el ICONA, expropió todas las fincas rústicas particulares para repoblar con pinos buena parte del término municipal y para subastar los pastos para ganadería vacuna, con lo que los pocos habitantes que quedaban abandonaron por completo el pueblo y este municipio pasó a ser parte del término municipal de San Román de Cameros.

Una vez abandonados sufrieron desperfectos por el expolio masivo de buscadores de objetos antiguos y tras un incendio en los 80 provocado por un antiguo vecino quedó casi totalmente destruido.
| Gráfica de evolución demográfica de Santa María de Cameros entre 1842 y 2011 |
|                                                                              |
|                                                                              |

## Patrimonio
- Iglesia de Ntra. Sra. de la Asunción: La iglesia data del siglo XVI. El edificio todavía tiene en pie la mayoría de sus muros, no así el techo justo encima de donde otrora estaba el altar ni tampoco la entreplanta del coro. Se conserva alguna policromía.
- Además de la iglesia, el pueblo tenía dos ermitas; la de San Miguel, cercana al pueblo, y la de Nuestra Señora de los Remedios, situada en las eras. Hoy desaparecidas.
- Frontón: junto a la iglesia. Actualmente visible pero en mal estado.
- Restos de la Tejera: conserva las ruinas de la casa del tejero y el habitáculo de carga de las tejas, bajo el cual encontramos la boca del horno. El acceso al interior está parcialmente enterrado.